# Сидорово (Старицкий район)
Сидорово — деревня в Старицком районе Тверской области. Входит в состав Степуринского сельского поселения. 
Расположена в юго-восточной части области на трассе соединяющей Старицу и трассу Лотошино — Микулино — Тверь. Деревня находится на реке Шоша в километре ниже по течению после слияния с Жидоховкой. 

## История
В конце XIX — начале XX века деревня входила в состав Татарковской волости Старицкого уезда Тверской губернии. В 1886 году в деревне было 68 дворов, 1 лавка; промыслы: рыболовство, торговля. 
С 1929 года деревня являлась центром Сидоровского сельсовета Старицкого района Ржевского округа Западной области, с 1935 года — в составе Калининской области, с 1994 года — центр Сидоровского сельского округа, с 2005 года — в составе Степуринского сельского поселения. 

## Население
| 1859 | 1886 | 1919 | 1997 | 2002 | 2008 | 2010 |
| ---- | ---- | ---- | ---- | ---- | ---- | ---- |
| 409  | ↗470 | ↗600 | ↘140 | ↘113 | ↘112 | ↘91  |

## Экономика
В деревне находится ООО «ДРУЖБА» (бывший колхоз «Дружба»), занимающееся разведением крупного рогатого скота.

## Достопримечательности
В 4 км на юго-восток от деревни в урочище Бартенево находится мемориальный комплекс Бортеневская битва. 